# Herbulotina
Herbulotina is een geslacht van vlinders van de familie spanners (Geometridae).

## Soorten
- H. grandis (Prout, 1914)
- H. maderae Pinker, 1971